# Pozsonyi I. járás

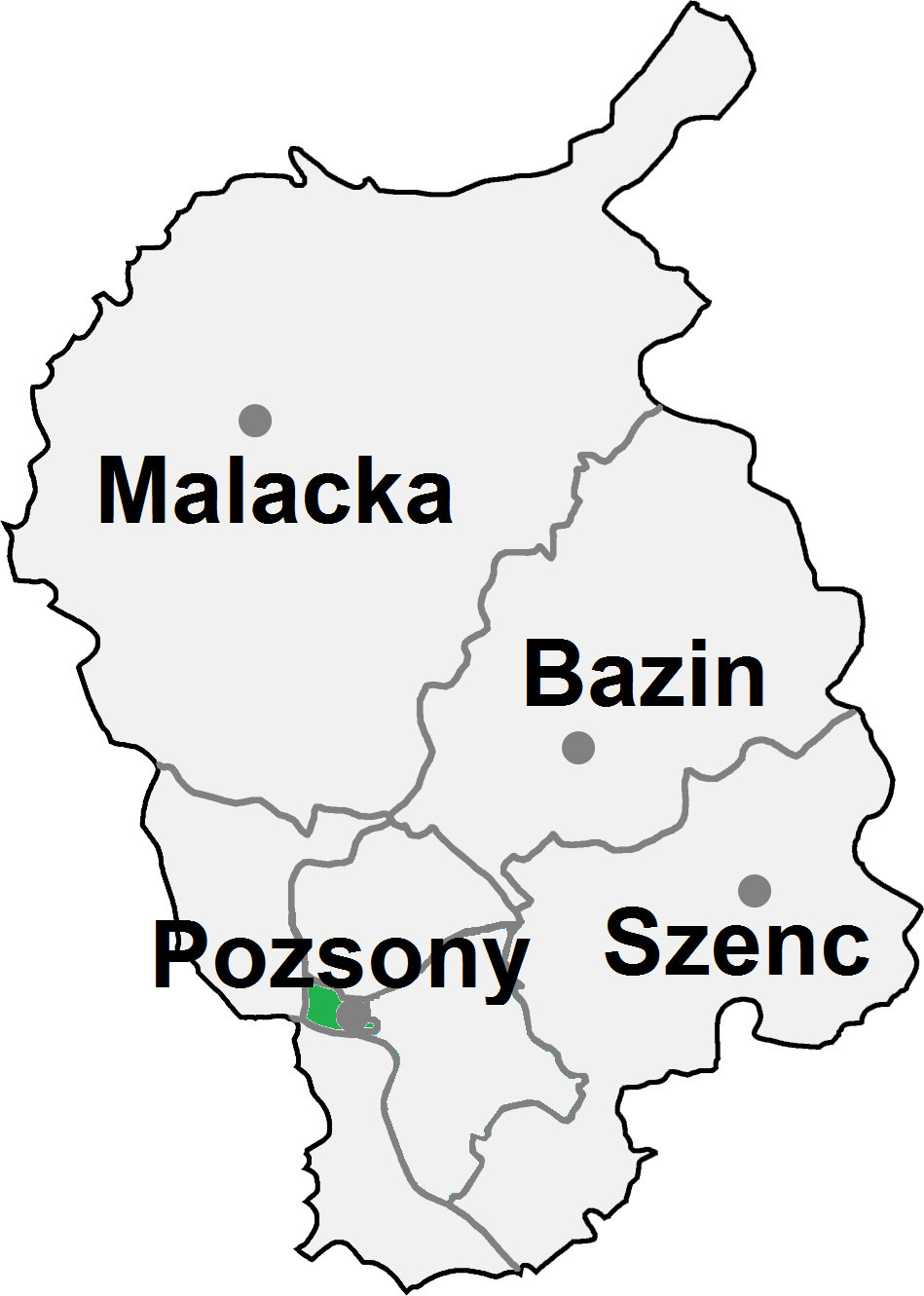
A Pozsonyi I. járás fekvése a Pozsonyi kerületen belül

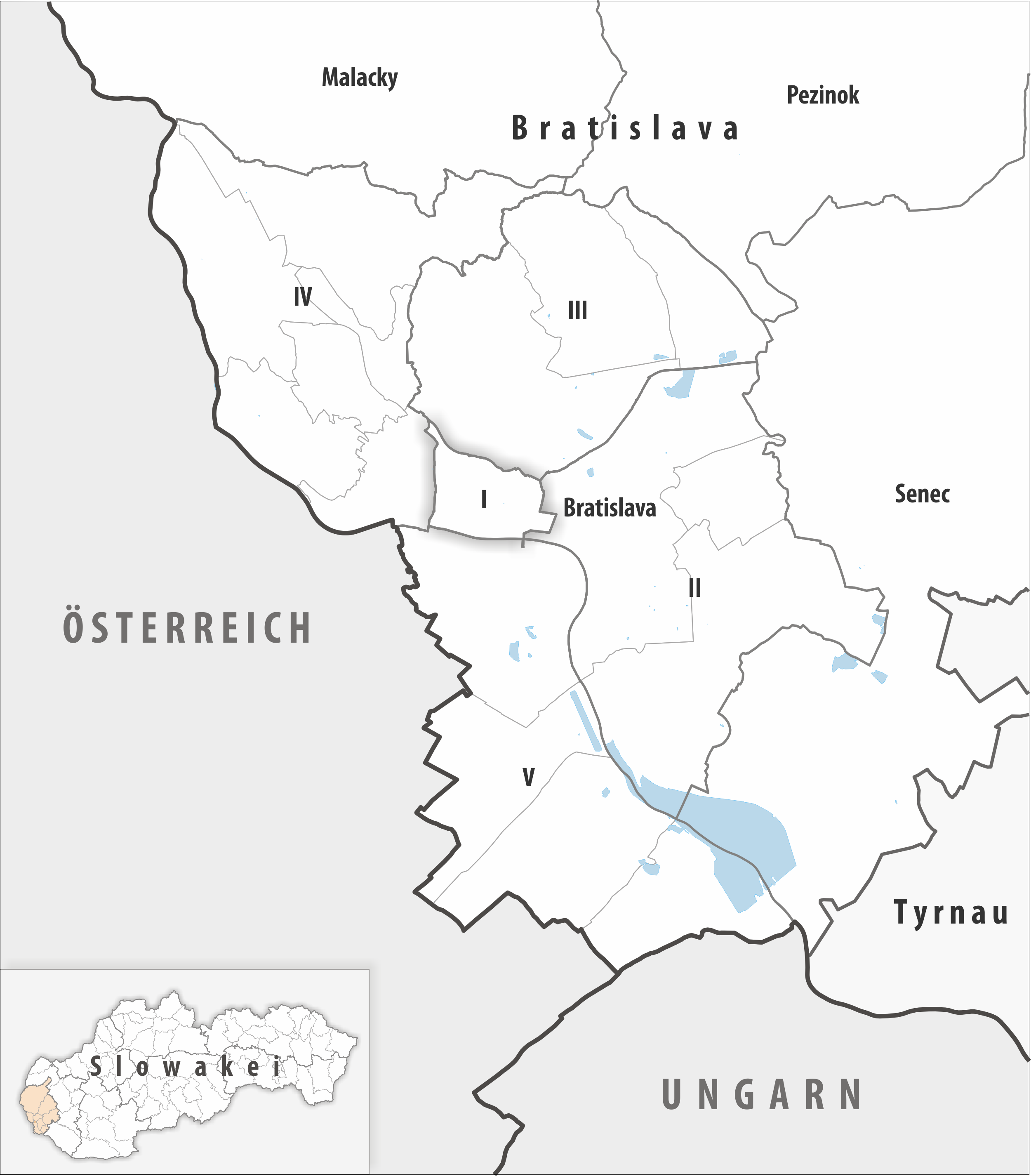
A Pozsonyi I. járás

A Pozsonyi I. járás (szlovákul Okres Bratislava I) Szlovákia Pozsonyi kerületének közigazgatási területe, mely Pozsony város óvárosi részét (Staré mesto) foglalja magában. Területe 9,6 km², lakossága 44 798 fő volt 2001-ben, ebből 90% szlovák, a többi más nemzetiségű. A magyarok és csehek aránya 3% alá csökkent. Vallási tekintetben 53%-ban római katolikusok, 8%-ban evangélikusok, 27%-ban pedig nem hívők lakták. 2007-ben 41 255 lakosa volt. 2011-ben 38 655 lakosából 1155 fő volt magyar.

## Népessége
| Év:            | 1994.  | 2004.    | 2014.   | 2024.    |
| -------------- | ------ | -------- | ------- | -------- |
| Emberek száma: | 48 036 | 42 858   | 38 988  | 47 635   |
| Eltérés:       |        | -10,77 % | -9,02 % | +22,17 % |

| Év:            | 2023.  | 2024.   |
| -------------- | ------ | ------- |
| Emberek száma: | 47 375 | 47 635  |
| Eltérés:       |        | +0,54 % |

## Hagyományos utcanevei
- Az Apácapálya utca (mai szlovák nevén Panenská) a vártól északra fekszik. Beépítetlen, Nonnenbahn dűlőnek nevezett területe a középkorban még az egykori belső városfalakon kívül feküdt. A terület későbbi beépítésekor létrejövő utcát az egykori dűlőnévről Nonnenbahn utcának nevezték el, melyet később Apácapálya utcára magyarosítottak.[6] Földrajzi koordinátái: é. sz. 48° 08′ 52″, k. h. 17° 06′ 10″48.147778°N 17.102778°E
- A Védcölöp út (mai szlovák nevén Palisády) a vártól északra, az Apácapálya utcával párhuzamosan fut. A középkorban még beépítetlen területén emelték a város külső védelmét biztosító földsáncokat. A terület beépítésekor az egykori földsáncok emlékét őrizte meg elnevezése.[6] Földrajzi koordinátái: é. sz. 48° 08′ 55″, k. h. 17° 06′ 07″48.148611°N 17.101944°E

## Lásd még
- Pozsony